# Comuna Lișnea, Drohobîci
Lișnea (în ucraineană Лішня) este o comună în raionul Drohobîci, regiunea Liov, Ucraina, formată din satele Lișnea (reședința) și Monastîr-Lișneanskîi.

## Demografie
Componența lingvistică a comunei Lișnea
     Ucraineană (99,26%)
     Alte limbi (0,63%)
Conform recensământului din 2001, majoritatea populației comunei Lișnea era vorbitoare de ucraineană (99,26%), existând în minoritate și vorbitori de alte limbi.